# Steinernema carpocapsae
Steinernema carpocapsae is een parasitaire entomopathogene rondworm uit de familie Steinernematidae. De soort leeft in symbiose met bacteriën uit het geslacht Xenorhabdus, waarvan Xenorhabdus nematophilus het meeste voorkomt. De rondworm komt alleen in de grond voor en is geïsoleerd uit landbouwgrond, bosgrond, graslanden, woestijnen en zelfs uit strandzand. De soort komt voor in Azië, Afrika, Noord- en Zuid-Amerika, Caribische eilanden, Oceanië en Europa. Steinernema-soorten zijn obligate bodemorganismen en hebben geen phasmiden (eencellige bewegingscensoren).
Steinernema carpocapsae kan rupsen van vlinders, zoals verschillende Hyphantria-soorten, aardrupsen en Spodoptera-soorten, Oncideres-soorten, sommige snuitkevers, houtboorders, Drosophila melanogaster en Drosophila suzukii  infecteren. De 0,4 tot 1,5 mm lange infectieuze larve wacht in een hinderlaag op het langskomen van een gastheer, waaraan hij dan met zijn kleverige lichaam aan vastkleeft. De infectieuze larve staat op zijn staart met zijn lichaam recht omhoog in een "J"-vorm. De infectieuze larve reageert sterk op kooldioxide, waardoor het vooral de ademopeningen van de gastheer gemakkelijk kan vinden en zo deze binnendringen. De infectieuze larve is het meest effectief bij een temperatuur van 22 tot 28 °C. Kwalitatief goede infectieuze larven hebben vaak hoge lipideniveaus, waardoor hun lichaam er onder een microscoop donker uitziet. Bijna transparante infectieuze larven zijn vaak actief, maar bezitten een laag infectievermogen. De gastheer wordt bruin of donkerbruin.
Wanneer een infectieuze larve een geschikte gastheer tegenkomt zwelt de kop op, opent zijn mond en zet het spijsverteringskanaal uit. In de gastheer vinden een tot meerdere generaties rondwormen plaats. Steinernema carpocapsae heeft vier larvale stadia (L1, L2, L3 en L4) voorafgaand aan het volwassen stadium. Als het voedsel van de gastheer opraakt, worden infectieuze L2-larven geproduceerd, die de dode gastheer verlaten en die weer nieuwe gastheren kunnen infecteren. De infectieuze larven hebben een vernauwde farynx, de dubbele dikte van een normale cuticula en een toename van lipidedruppeltjes in hun cytoplasma. Hun mond en anus zijn afgesloten.
Steinernema carpocapsae is voor de biologische bestrijding van diverse plagen in de handel.

## Oorzaken gastheersterfte
De ziekteverloop beïnvloedende (immunomodulerende) en pathogene eigenschappen van parasitaire, entomopathogene rondwormen worden grotendeels toegeschreven aan de excretoire/secretoire (uit- en afgescheiden) stoffen, die ze tijdens de infectie afgeven. De infectieuze larven spugen ook een complexe cocktail van eiwitten uit, dat uit 472 verschillende eiwitten bestaan, waarvan vele proteasen zijn. Voor de gemiddelde gastheer bestaat een dodelijke dosis Xenorhabdus nematophilus uit ongeveer 3500 bacteriën. Maar een Steinernema carpocapsae draagt slechts 20 - 200 bacteriën bij zich van Xenorhabdus nematophilus, ruim onder de dodelijke dosis. Het feit dat een enkele rondworm voldoende is om een gastheer met zo weinig bacteriën te doden, betekent dat Steinernema carpocapsae niet alleen op de bacteriën vertrouwt voor het doden van de gastheer, maar door het uit- en afgescheiden van eiwitten meehelpt de gastheer te doden. Andere onderzoekers gaan ervan uit dat alleen de bacteriën verantwoordelijk zijn voor de dood van de gastheer. Zo ging men ervan uit dat bij Steinernema feltiae de bacteriën zich vermenigvuldigen in de hemolymfe en de gastheer met hun toxine meestal binnen 24 - 48 uur doden. De rondwormen produceren proteasen, die echter nodig zijn voor het afbreken van het weefsel van de gastheer.